# Richie Spice

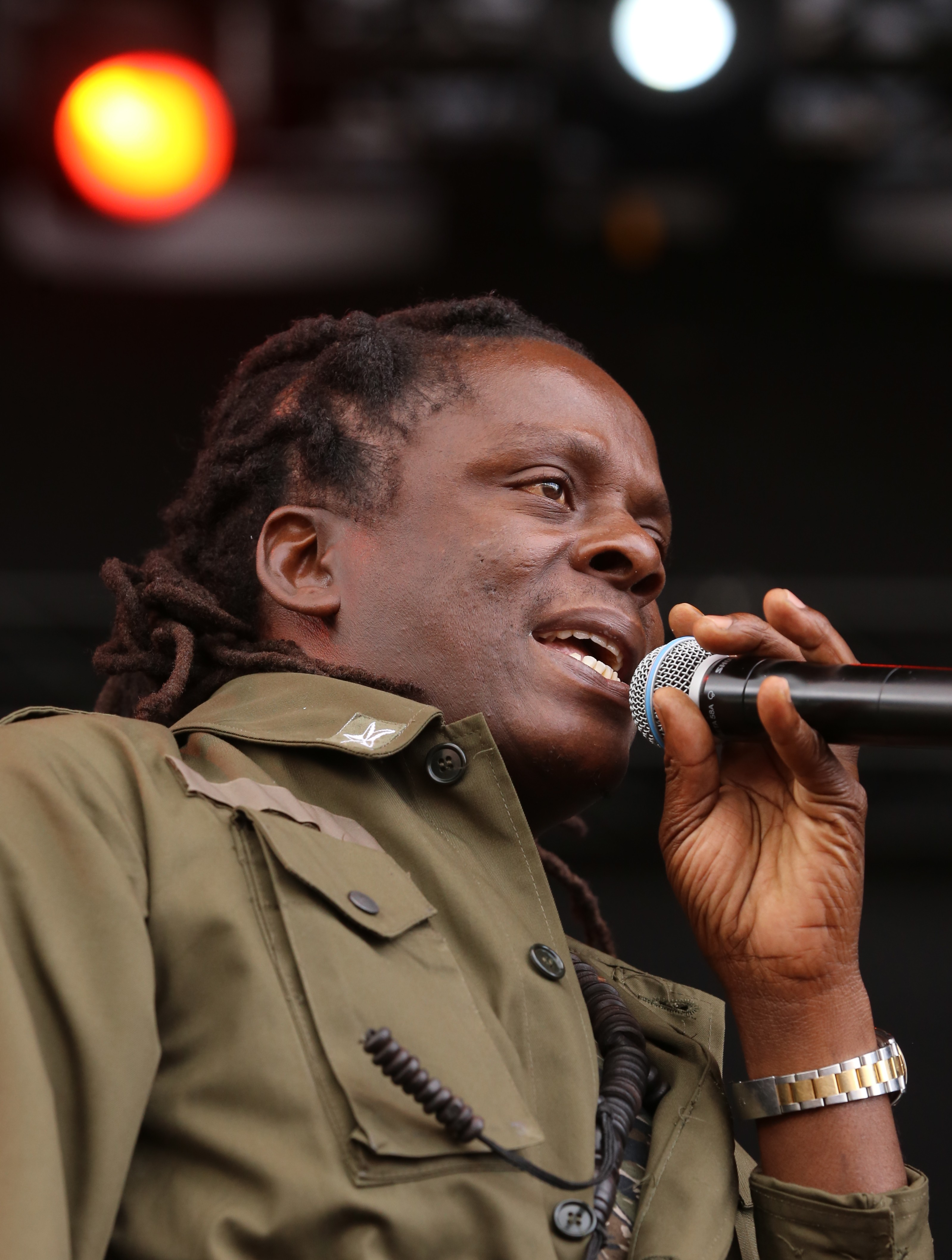
Richie Spice auf dem Chiemsee Reggae Summer 2013

Richie Spice (* 8. September 1971 in Saint Andrew, Jamaika; bürgerlicher Name: Richell Bonner) ist ein jamaikanischer Reggae-Künstler.

## Karriere
Musik hatte in der Familie immer viel Bedeutung, und durch die Dancehall-Aktivitäten seiner Brüder inspiriert, schloss er sich ihnen an. Eines Tages nahm ihn sein Bruder Spanner Banner, der damals schon als Artist (Spanna Banna) bekannt war, mit ins Studio und stellte ihn einigen bedeutenden Produzenten vor. Die geknüpften Beziehungen führten zu Richies Debüt-Single Killing A Sound, welche von Dennis Star Hayes produziert wurde.
Darauf folgte die Single Shine für den Musiker und Produzenten Clive Hunt. Im Jahre 2000 wurde das Album Universal produziert, welches 18 Titel vorstellt. Darunter sind Produktionen für Blend Clive Hunt, Dem Productions, Slam Productions, King Of Kings oder Shocking Vibes.
Die Familie ist ebenfalls an den Produktionen beteiligt: Spanner Banner und Snatcher Dog unterstützten Richie in zwei Titeln und Pliers ist als ausführender Produzent aktiv. Zusätzlich holte man noch Jah Mason und Shaggy als Gäste ins Studio, was ein weiteres Album ins Leben gerufen hat. Der erste Hit, der aus diesem Album resultierte war Grooving My Girl, ein Liebeslied. Durch die Zusammenarbeit mit Heartbeat Records wurde das Album international vertrieben und erhielt viele gute Kritiken.
Kurze Zeit später stand Richie Spice ebenfalls bei großen Festivals wie Sumfest, Rebel Salute, White River Reggae Bash oder Sting auf der Bühne. Zusätzlich tourte er mit seinen Brüdern Spanner Banner und Pliers durch Europa und Nordamerika.
Seit 2004 steht Richie Spice bei dem Plattenlabel 5th Element Records unter Vertrag, unter dem gleichen Dach wie Chuck Fender und AZ. Die ersten Singles für das 5th Element Label waren Marijuana und Table Is Turning Around.
Devon Whealty, Vorstandsvorsitzender des Labels, meint: „It is rare that you find someone with Richie’s extraordinary talent, potent writing ability, humility and discipline. With proper guidance and management, there is no limit to the vast possibilities that awaits him, and the Fifth Element has every intention to make it a reality.“
Weitere Singles sind Black Like Tar, Jokey Jokey und Blood Again, die auf dem vom deutschen Soundsystem Pow Pow Movement produzierten „Blaze“-Riddim aufgenommen wurden.
Er singt über Probleme in Jamaika und auf der Welt: Krieg, Rassenfeindlichkeit, Kriminalität und Zerstörung der Natur. In seinen Texten sagt er, dass Kinder in die Schule gehen sollen und eine Zukunft haben müssen. Weitere Themen wie Rastafari-Glaube, Afro-jamaikanische-Gesellschaft und das heilige Land Zion werden behandelt.

## Diskografie

### Singles
- Killing a Sound
- Shine
- Table is Turning Around
- Black Like Tar
- Jokey Jokey
- Blood Again
- Youth dem cold
- Brown Skin

### Alben
- Living Ain’t Easy (1999)
- Universal (2000), Heartbeat
- Spice In Your Life (2006), VP
- In The Streets To Africa (2007), VP – Top Reggae Albums #6[5]
- Motherland Africa (2007), Penitentiary – also released as Africa Calling
- Gideon Boot (2008), VP – Top Reggae Albums #1 [5]
- Book Of Job (2011), VP – Top Reggae Albums #4
- Richie Spice Acoustic – Soothing Sounds (2012), Tad's International